# Sweets and Sour Marge
Sweets and Sour Marge, llamado Marge agridulce en España y La agridulce Marge en Hispanoamérica, es el octavo episodio de la decimotercera temporada de la serie animada Los Simpson, emitido originalmente el 20 de enero de 2002. El episodio fue escrito por Carolyn Omine y Mark Kirkland. Ben Stiller fue la estrella invitada. En el episodio, la ciudad de Springfield prohíbe la comercialización de productos con azúcar.

## Sinopsis

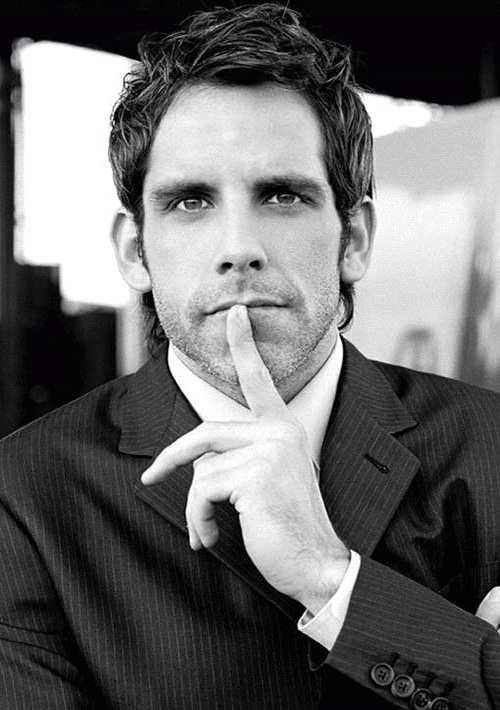
Ben Stiller es la estrella invitada, interpretando al dueño de la compañía "Madre Amantísima", la mayor productora de artículos con azúcar en Springfield.

La familia Simpson acude a la biblioteca porque está realizando modificaciones y por lo tanto están vendiendo libros. Homer compra un libro de récords publicado por la empresa Duff. Después de leerlo un rato, decide batir un récord el mismo, pero al no ocurrírsele ninguno bueno o que ya haya sido hecho o batido, decide convencer al todo el pueblo para efectuar un récord de grupo. Homer opta por hacer la "pirámide humana más grande del mundo", pero cuando estaba a punto de lograrlo, Kearney mueve su mano porque accidentalmente está tocando la de Jimbo, desmoronando toda la pirámide humana, que, después de rodar por todo el pueblo, cae sobre una balanza de camiones batiendo el récord de pueblo más obeso del mundo.
Tras el nuevo récord, la gente de Springfield se alegra de ser obesa (entre ellos Homer). Marge, se indigna al ver que toda la gente obesa de la ciudad está contenta por esa condición, cuando se pregunta por qué la ciudad es así ve cómo los niños y Homer comen azúcar en exceso y botan la frutas, además se da cuenta de que en el Kwik-E-Mart hay muchos productos con azúcar, por eso decide hablar con el dueño de la compañía Motherloving (Madre Amantísima en España y Madre Amorosa en Hispanoamérica), la mayor productora de alimentos con azúcar de todo Springfield, pero al ver como la conducta de éste es tan malvada, decide crear una ley que prohíba el azúcar en todo Springfield.
Cuando la ley es aprobada, el ambiente en la ciudad cambia bruscamente, todos están tensos y los niños ya no tienen la misma energía de antes, Homer desesperado por comer azúcar se va con un grupo de personas, entre los que están, por ejemplo, Montgomery Burns, Krusty y Apu, tratarán de introducir el azúcar en Springfield por mar. Homer, que dirige el barco ve a Marge en el muelle, quien le pide que no haga lo que está haciendo ya que traerá mal y obesidad, pero el dueño de la compañía azucarera, le grita que no la escuche, Homer por unos momentos duda, pero le hace caso a su esposa y tira la carga al mar, dejando al tipo desilusionado. Todo el pueblo al ver que tiran el azúcar al mar, se lanzan al agua para beber de esa agua.
Al final del episodio el juez deroga la "Ley de Marge" y todo vuelve a la normalidad para tristeza de Marge, pero Homer logra consolarla.